# Галушко, Виктор Георгиевич
Виктор Георгиевич Галушко (4 августа 1934, Аксай, Хасавюртовский район, Дагестанская АССР – 9 января 2021, Мытищи, Московская область, Россия) - конструктор самолётов и тактических противорадиолокационных и противокорабельных управляемых ракет, лауреат Государственной премии СССР.

## Биография
Родился 4 августа 1934 года в совхозе Аксай Хасавюртовского района Дагестанской АССР.
Окончил Московский авиационный институт (1958).
В 1958 — 1983 гг. работал в МКБ «Радуга» в должностях от инженера-конструктора до первого заместителя главного конструктора.
В 1983 — 1986 годах — главный конструктор КБ «Звезда» Калининградского ПО «Стрела». Руководил разработкой тактических противорадиолокационных и противокорабельных управляемых ракет Х-31П, Х-31А, Х-35 и др.
С 1986 года — заместитель главного конструктора, с 1991 года — заместитель генерального конструктора по вооружению ОАО «ОКБ Сухого». Руководил всеми лётными испытаниями на самолётах Су- 24М по применению ракет Х-31А и Х-31П. Принимал участие в освоении всех видов вооружения самолётов семейства Су- 27 в боевых условиях.
В 1992—1995 гг. главный конструктор самолётов Су-30К и Су-30МК. Один из главных разработчиков многофункционального истребителя Су- 30МКИ и соавтор патента на него. Руководил работами по оптимизации внутрифюзеляжного размещения вооружения на истребителе Т-50.

## Награды
- Государственная премия СССР
- Премии имени П. О. Сухого II степени
- Орден «Знак Почёта»
- Медаль «За доблестный труд. В ознаменование 100-летия со дня рождения В. И. Ленина»

## Смерть
Умер 9 января 2021 года. Похоронен на Федеральном военном мемориале «Пантеон защитников Отечества».